# تام مک‌کارتی (ویرایشگر صدا)
تام مک‌کارتی ویرایشگر صدا است. او برنده جایزه اسکار بهترین ویرایش صدا در شصت و پنجمین دوره جوایز اسکار برای دراکولای برام استوکر شد. او این جایزه را به‌طور مشترک با دیوید استون دریافت کرد.

## فیلم‌شناسی
برخی از ویرایشگری‌های صدای او عبارتند از:
- Blankman (۱۹۹۴)
- گمشده در یانکرز (۱۹۹۳)
- عدالت شاعرانه (۱۹۹۳)
- دراکولای برام استوکر (۱۹۹۲)
- خواب‌روندگان (۱۹۹۲)
- همه آنچه که برای کریسمس می‌خواهم (۱۹۹۱)
- دختر من (۱۹۹۱)
- سربازهای اسباب‌بازی (۱۹۹۱)
- Arachnophobia (۱۹۹۰)
- شکارچیان روح ۲ (۱۹۸۹)
- *batteries not included (۱۹۸۸)
- ماجراهای پرستاری بچه (۱۹۸۷)
- بچه کاراته‌کا، قسمت دوم (۱۹۸۶)
- دروازه بهشت (۱۹۸۰)